# Okres Jablonec nad Nisou
Der Okres Jablonec nad Nisou (nichtamtlich Bezirk Gablonz) war eine Gebietskörperschaft im Liberecký kraj (Region Reichenberg) in Tschechien. Die Okresy waren in etwa vergleichbar mit den Landkreisen in Deutschland, die Bezirksverwaltungen wurden zum 31. Dezember 2002 aufgelöst.
Der Bezirk befand sich in Nordböhmen und erstreckte sich vom Isergebirge bis zum Böhmischen Paradies.
Der Okres Jablonec nad Nisou (Bezirk Gablonz) gehört mit 402 km² und 92.908 Einwohnern (Stand 1. Januar 2023) zu den kleinsten Bezirken Tschechiens, mit der Bevölkerungsdichte von 220 Einwohnern/km² gehört er jedoch zu den zehn Dichtbesiedelsten. Im Okres (Bezirk) befinden sich 34 Gemeinden (Obec) mit 116 Ortsteilen (část obcí).
55 % der Fläche ist durch Wälder bedeckt, 32 % wird landwirtschaftlich genutzt. In den Gemeinden, davon sieben Städte, leben 80 % der Bevölkerung.
Von den 21.000 Unternehmen zählt ein Viertel zum Wirtschaftsbereich Handel. Die Industrie bildet jedoch weiterhin den Schwerpunkt mit der Herstellung von Möbeln, Glas, Porzellan und Bauartikeln. Der größte Arbeitgeber ist Preciosa. Die Landwirtschaft spielt eine kaum nennenswerte Rolle. Die gezahlten Bruttolöhne liegen unter dem Landesschnitt, die Arbeitslosenquote beträgt 8,2 %.
Durch Naturschönheiten und historische Denkmäler ist die Region ein Touristenziel. In dem Isergebirge befinden sich viele Rad- und Wanderwege, der Wintersport wird großgeschrieben. Sehenswürdigkeiten sind
- Im Isergebirge findet man Hochmoore, interessante Flora und einige Wasserfälle.
- Berühmt ist die Gegend auch durch zahlreiche Aussichtstürme, von denen die bekanntesten Černá studnice (Schwarzbrunnberg), Bramberk (Bramberg), Královka (Königshöhe), Slovanka (Seibthübel), Štěpánka (Stephanshöhe) und Tanvaldský Špičák (Tannwalder Spitzberg) sind.
- Interessant für die Wassertouristen ist das Tal des Flusses Jizera (Iser), der durch landschaftlich reizvolle Felsenformationen des Český ráj (Böhmisches Paradies) fließt.

## Städte und Gemeinden
Albrechtice v Jizerských Horách (Albrechtsdorf) – Bedřichov (Friedrichswald) – Dalešice (Daleschitz) – Desná (Dessendorf) – Držkov (Drschke) – Frýdštejn (Friedstein) – Harrachov (Harrachsdorf) – Jablonec nad Nisou (Gablonz) – Janov nad Nisou (Johannesberg i. Isergebirge) – Jenišovice (Jenschowitz) – Jílové u Držkova (Jilau) – Jiřetín pod Bukovou (Georgenthal) – Josefův Důl (Josefsthal) – Koberovy (Koberau) – Kořenov (Bad Wurzelsdorf) – Líšný (Lischnei) – Loužnice (Louschnitz) – Lučany nad Nisou (Wiesenthal a.d. Neiße) – Malá Skála (Kleinskal) – Maršovice (Marschowitz) – Nová Ves nad Nisou (Neudorf a.d. Neiße) – Pěnčín (Pintschei) – Plavy (Plaw) – Pulečný (Puletschnei) – Radčice (Radschitz) – Rádlo (Radl) – Rychnov u Jablonce nad Nisou (Reichenau) – Skuhrov (Skuchrow) – Smržovka (Morchenstern) – Tanvald (Tannwald) – Velké Hamry (Großhammer) – Vlastiboř (Wlastiborsch) – Zásada (Sassadel) – Zlatá Olešnice (Woleschnitz) – Železný Brod (Eisenbrod)
Mit Jahresbeginn 2021 kam die Stadt Harrachov aus dem Okres Semily hinzu. 